# سانسور در دانمارک
سانسور در دانمارک (انگلیسی: Censorship in Denmark) براساس قانون اساسی دانمارک، از سال ۱۸۴۹ در این کشور ممنوع شده است:
بند ۷۷: هر فرد باید آزاد باشد تا ایده‌های خود را در چاپ، به صورت کتبی، و در سخنرانی منتشر کند، مشروط به اینکه نسبت به آن‌ها در دادگاه مسئولیت داشته باشد. سانسور و اقدامات پیشگیرانه دیگر نباید بار دیگر مطرح شوند.
این بند دقیقاً به این مفهوم است که مطالب منتشر شده، قبل از انتشار نیاز به تأیید ندارند. با این حال، قوانین پورنوگرافی کودکان، نفرت پراکنی، حق تکثیر (copyright)، تهمت و امنیت ملی وجود دارند که به این معنا است که نویسندگان، ناشران و اشخاص دیگر برای مطالبی که به صورت عمومی منتشر شده‌اند و خاطی این قوانین هستند مسئولیت دارند. تا اینکه در تاریخ جون ۲۰۱۷، بند ۱۴۰ از قانون مجازات دانمارک کفرگویی و توهین به مقدسات را نیز غیرقانونی اعلام کرد.

## سانسور اینترنت
سانسور اینترنت از سال ۲۰۰۵ در دانمارک به دلیل سایت‌های پرونوگرافی کودکان، سایت‌های انتشار فایل مانند AllOfMP3 و اخیراً پایرت بی توسط ISPها در سطح DNS مسدود شدند، به یک مسئله در حال رشد تبدیل شد. در ۲۳ دسامبر ۲۰۰۸، وبسایت WikiLeaks لیستی شامل ۳۸۹۳ سایت منتشر کرد که در دانمارک فیلتر شده بودند. هرچند هیچ شواهدی از فیلتر در اوپن نت اینیشیتیو در سال ۲۰۰۹ پیدا نشد. به دلیل مشکلات قانونی اوپن نت اینیشیتیو فیلتر بودن سایت‌های پورنوگرافی کودکان را تست نمی‌کرد. در نوامبر ۲۰۱۱، مسدود سازی DNS شامل سایت‌های فروش مواد مخدر و سایت‌های شرط‌بندی بدون مجوز آنلاین شد. فیلترهای DNS را به راحتی می‌توان با تغییر سرور DNS به سرویس‌هایی مانند Google Public DNS، OpenDNS , censurfridns.dk و سرویس‌های مشابه دیگر دور زد.
شرایط موجود توسط سازمان‌های متعددی مورد انتقاد قرار گرفت و در جون ۲۰۱۱ کنفدراسیون سازمان‌های کسب و کار فناوری اطلاعات دانمارک در نامه ای سرگشاده از دولت دانمارک برای تجدید نظر در این رویه و ایجاد قوانین شفاف در این زمینه درخواست کرد.
در سال ۲۰۱۲ رساننده‌های خدمات اینترنتی (ISP) و صاحبان حق تکثیر در دانمارک بر روی چهارچوبی توافق کردند که طبق آن تمام ISPها موظف اند محتواهایی که شامل نقض قانون حق تکثیر می‌شوند اگر صاحبان اثر با رای دادگاه بخواهند، آن‌ها را مسدود کنند. وزارت فرهنگ دانمارک در حال برنامه‌ریزی است تا با ISPها و گروه‌های صاحبان حق انتشار برای قانونی سازی توافقنامه ای به صورت نظام‌نامه اخلاقی همکاری کند.